# Grindelia pusilla
Grindelia pusilla là một loài thực vật có hoa trong họ Cúc. Loài này được (Steyerm.) G.L.Nesom mô tả khoa học đầu tiên năm 1992.